# Cerdistus cygnis
Cerdistus cygnis là một loài ruồi trong họ Asilidae. Cerdistus cygnis được Dakin & Fordham miêu tả năm 1922. Loài này phân bố ở miền Australasia.